# Anastasija Merkušinová
Anastasija Merkušinová, celým jménem Anastasija Olehivna Merkušinová (ukrajinsky Анастасія Олегівна Меркушина, * 14. ledna 1995 Sumy), je ukrajinská biatlonistka.
Biatlonu se věnuje od roku 2006. Ve světového poháru debutovala v prosinci 2014, ke v Östersundu dojela ve vytrvalostním závodě na 50. místě. 
Ve své dosavadní kariéře nezvítězila v žádném individuálním ani kolektivním závodě. Jejím nejlepším individuálním umístěním je osmé místo ze stíhacího závodu z hochfilzenského Mistrovství světa 2017. 
V rámci kolektivních závodů vystoupala sedmkrát na stupně vítězů jako členka ukrajinské štafety, včetně závodu ženských štafet na mistrovství světa 2017, kde získala stříbrnou medaili, a mistrovství světa 2019, 2020 a 2021, na kterých obsadila Ukrajina bronzové příčky.

## Výsledky

### Olympijské hry a mistrovství světa
| Sezóna  | D   | Místo                | SP  | SZ  | HZ  | IZ  | ŠT  | SŠT | SZD | Věk    |
| ------- | --- | -------------------- | --- | --- | --- | --- | --- | --- | --- | ------ |
| 2016/17 | MS  | Hochfilzen           | 10. | 8.  | 14. | 33. | 2.  | –   | –   | 22 let |
| 2017/18 | ZOH | Pchjongčchang        | 55. | 46. | –   | 70. | 11. | –   | –   | 23 let |
| 2018/19 | MS  | Östersund            | 28. | 15. | 25. | 10. | 3.  | 7.  | 5.  | 24 let |
| 2019/20 | MS  | Anterselva           | –   | –   | –   | 11. | 3.  | 5.  | 10. | 25 let |
| 2020/21 | MS  | Pokljuka             | –   | –   | –   | 13. | 3.  | –   | –   | 26 let |
| 2021/22 | ZOH | Peking               | 24. | 25. | –   | –   | 7.  | –   | ×   | 27 let |
| 2022/23 | MS  | Oberhof              | 44. | 49, | –   | DNS | 14. | 10. | 15. | 28 let |
| 2023/24 | MS  | Nové Město na Moravě | 29. | 36. | –   | 28. | 5.  | –   | 14. | 29 let |
| 2024/25 | MS  | Lenzerheide          | –   | –   | –   | 44. | 11. | –   | –   | 30 let |

Poznámka: Výsledky z olympijských her se do hodnocení světového poháru nezapočítávají; výsledky z mistrovství světa se dříve započítávaly, od mistrovství světa v roce 2023 se nezapočítávají.

### Mistrovství Evropy
| Sezóna  | A  | Místo          | SP  | SZ  | IZ  | SŠ | SZD | Věk    |
| ------- | -- | -------------- | --- | --- | --- | -- | --- | ------ |
| 2016/17 | ME | Dušníky        | DNS | –   | 3.  | 3. | –   | 22 let |
| 2018/19 | ME | Raubiči        | 8.  | 8.  | 18. | 7. | –   | 24 let |
| 2019/20 | ME | Raubiči        | 6.  | 5.  | –   | –  | 3.  | 25 let |
| 2020/21 | ME | Dušníky        | 22. | DNS | 2.  | –  | 5.  | 26 let |
| 2021/22 | ME | Velký Javor    | 40. | DNS | 7.  | 8. | –   | 27 let |
| 2022/23 | ME | Lenzerheide    | 1.  | 7.  | 24. | 5. | –   | 28 let |
| 2022/23 | ME | Brezno‑Osrblie | 32. | 7.  | –   | 9. | –   | 29 let |